# Landkreis Mecklenburgische Seenplatte
Landkreis Mecklenburgische Seenplatte – powiat leżący w południowej części landu Meklemburgia-Pomorze Przednie. Został utworzony na mocy reformy administracyjnej Meklemburgii-Pomorza Przedniego 4 września 2011 r. z dotychczasowych powiatów Müritz, Mecklenburg-Strelitz, miasta na prawach powiatu Neubrandenburg i związków gmin Demmin-Land, Malchin am Kummerower See, Stavenhagen i Treptower Tollensewinkel z powiatu Demmin.

## Podział administracyjny
W skład powiatu wchodzi:
- sześć gmin (niem. amtsfreie Gemeinde)
- 14 związków gmin (niem. Amt)

Gminy:
| Lp. | Nazwa gminy               | Ludność (31 grudnia 2018) | Powierzchnia km² |
| --- | ------------------------- | ------------------------- | ---------------- |
| 1   | Dargun                    | 4.365                     | 117,15           |
| 2   | Demmin                    | 10.657                    | 81,56            |
| 3   | Feldberger Seenlandschaft | 4.433                     | 199,57           |
| 4   | Neubrandenburg            | 64.086                    | 85,65            |
| 5   | Neustrelitz               | 20.140                    | 138,15           |
| 6   | Waren (Müritz)            | 21.061                    | 158,39           |

Związki gmin:
| Lp. | Nazwa związku                    | Ludność (31 grudnia 2018) | Powierzchnia km² | Liczba gmin |
| --- | -------------------------------- | ------------------------- | ---------------- | ----------- |
| 1   | Demmin-Land                      | 6.815                     | 359,59           | 16          |
| 2   | Friedland                        | 8.406                     | 276,32           | 3           |
| 3   | Malchin am Kummerower See        | 12.112                    | 303,33           | 6           |
| 4   | Malchow                          | 10.830                    | 269,58           | 8           |
| 5   | Mecklenburgische Kleinseenplatte | 7.974                     | 311,30           | 4           |
| 6   | Neustrelitz-Land                 | 7.335                     | 446,37           | 11          |
| 7   | Neverin                          | 8.757                     | 222,66           | 12          |
| 8   | Penzliner Land                   | 6.750                     | 212,76           | 4           |
| 9   | Röbel-Müritz                     | 14.390                    | 570,39           | 19          |
| 10  | Seenlandschaft Waren             | 9.434                     | 502,90           | 14          |
| 11  | Stargarder Land                  | 9.723                     | 205,11           | 6           |
| 12  | Stavenhagen                      | 11.618                    | 305,80           | 13          |
| 13  | Treptower Tollensewinkel         | 13.689                    | 412,08           | 20          |
| 14  | Woldegk                          | 6.555                     | 290,42           | 7           |